# I. e. 105
Évszázadok: i. e. 3. század – i. e. 2. század – i. e. 1. század
Évtizedek: i. e. 150-es évek – i. e. 140-es évek – i. e. 130-as évek – i. e. 120-as évek – i. e. 110-es évek – i. e. 100-as évek – i. e. 90-es évek – i. e. 80-as évek – i. e. 70-es évek – i. e. 60-as évek – i. e. 50-es évek
Évek: i. e. 110 – i. e. 109 – i. e. 108 – i. e. 107 –  i. e. 106 – i. e. 105 – i. e. 104 – i. e. 103 – i. e. 102 – i. e. 101 – i. e. 100

## Események

### Róma
- Cnaeus Mallius Maximust és Publius Rutilius Rufust választják consulnak.
- Az addig csak temetéseknél, az elhunyt emlékére rendezett gladiátorviadalokat ezentúl az állami ünnepségek, játékok során is megrendezik.
- A Numidia elleni háborúban Lucius Cornelius Sulla (ekkor Caius Marius lovassági parancsnoka) ráveszi Bocchus mauretaniai királyt, hogy árulja el addigi szövetségesét, Jugurtha numida királyt és adja át a rómaiaknak. Jugurthát megláncolva szállítják Rómába. Mauretania megkapja Nyugat-Numidiát. A numidák új királya (gyakorlatilag Róma vazallusa) Gauda, Mastanabal fia.
- Október 6.: A kimber háborúban Cnaeus Mallius Maximus consul és Quintus Servilius Caepio proconsul katasztrofális vereséget szenved az arausiói csatában a kimberek és a teutonok szövetségétől. A két parancsnok viszálya miatt a germánok külön semmisítik meg a két római hadsereget (mintegy 80 ezer katonát, valamint 40 ezernyi segédcsapatot és nem harcoló segítőt).
- A kimberek ezután átkelnek Hispániába, ám a keltiberek kiűzik őket. A teutonok és helvét szövetségeseik Galliát fosztogatják.

## Születések
- Marcus Atius Balbus, római politikus

## Fordítás
- Ez a szócikk részben vagy egészben  a(z)   105 av. J.-C. című francia Wikipédia-szócikk ezen változatának fordításán alapul.  Az eredeti cikk szerkesztőit annak laptörténete sorolja fel. Ez a jelzés csupán a megfogalmazás eredetét és a szerzői jogokat jelzi, nem szolgál a cikkben szereplő információk forrásmegjelöléseként.